# BC Apollo
O BC Apollo Amsterdam é um clube profissional de basquetebol sediado na cidade de Amesterdão, Holanda do Norte, Países Baixos que atualmente disputa a Liga Neerlandesa. Foi fundado em 2011 e manda seus jogos na Apollohal que possui capacidade de 1.500 espectadores.

## Temporada por Temporada

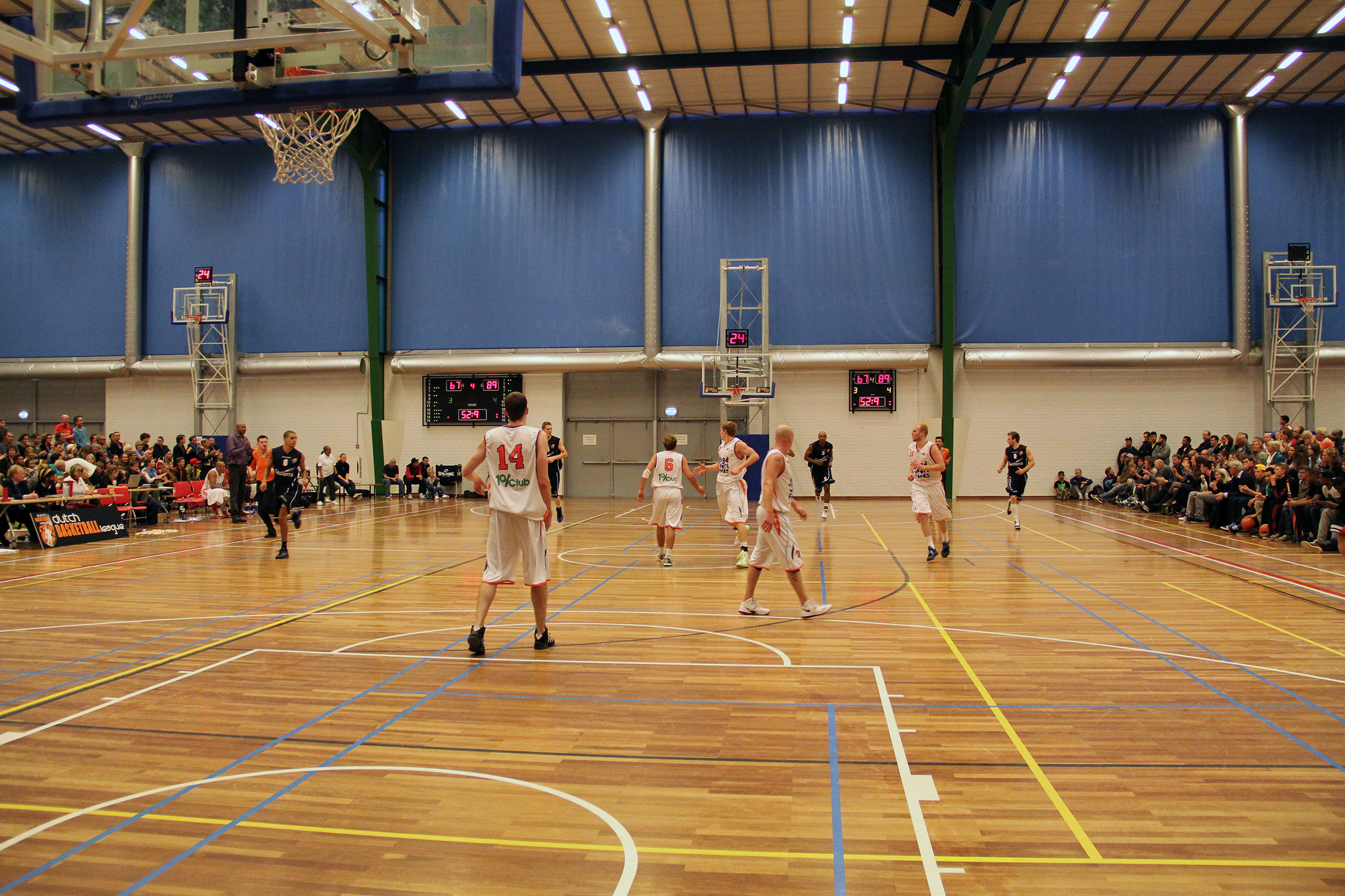
Primeiro jogo profissional do BC Apollo

| Temporada | Nível | Liga            | Pos. | Postseason        | NBB Cup           | Records | Records | Records |
| Temporada | Nível | Liga            | Pos. | Postseason        | NBB Cup           | RS      | PO      | CU      |
| --------- | ----- | --------------- | ---- | ----------------- | ----------------- | ------- | ------- | ------- |
| 2011–12   | 2     | Promotiedivisie | 2    | Campeão           | –                 | 21–5    | 3–0     | –       |
| 2012–13   | 1     | DBL             | 9    | –                 | Oitavas de Finais | 4–32    | –       | 0–1     |
| 2013–14   | 1     | DBL             | 8    | Quartas de Finais | Oitavas de Finais | 7–29    | 0–2     | 0–1     |
| 2014–15   | 1     | DBL             | 7    | –                 | Oitavas de Finais | 5–23    | –       | 0–1     |

## Ligações Externas
- Sítio Oficial